# Def Leppard (album)
Def Leppard er titlen på det britiske rockband Def Leppards trettende studiealbum. Det udkom 30. oktober 2015 hos det tyske selskab Edel SE & Co. KGaA med forlagsrettigheder hos Bludgeon Riffola Ltd.
Albummet, der udkom på vinyl som dobbelt-LP, fik generelt gode anmeldelser. Således beskrev anmelder Michael Stahlhut det i musikmagasinet Heavy Metal:
"Det er et solidt klassisk rockalbum, der lyder som Def Leppard skal lyde."

## Spor

### Album 1 - Side A
1. "Let's Go" (5:01)
2. "Dangerous" (3:26)
3. "Man Enough" (3:54)
4. "We Belong" (5:06)

### Album 1 - Side B
1. "Invincible" (3:46)
2. "Sea of Love" (4:04)
3. "Energized" (3:23)
4. "All Time High" (4:19)

### Album 2 - Side A
1. "Battle Of My Own" (2:42)
2. "Broke 'N' Brokenhearted" (3:17)
3. "Forever Young" (2:21)
4. "Last Dance" (3:09)

### Album 1 - Side B
1. "Wings Of An Angel" (4:23)
2. "Blind Faith" (5:33)